# Livio Leonardi
Livio Leonardi (Roma, 4 marzo 1958) è un giornalista italiano.
È laureato in Scienze della Comunicazione, giornalista dal 1982, caporedattore e capostruttura della Rai. Iscritto all'Albo nazionale giornalisti Stampa Turistica italiana (GIST).

## Carriera
Nel 1986, entra in Rai al Tg3 Lazio come inviato speciale per l'attualità e la cultura, successivamente lavora alla nascente testata giornalistica Televideo Rai.
Appassionato studioso dell'evoluzione della società e del ruolo strategico della comunicazione nella divulgazione della cultura, dal 1992 si trasferisce a Rai 1, realizzando - come inviato speciale e conduttore - programmi di informazione sulle peculiarità dei territori, l'ambiente, le tradizioni culturali, gli usi e i costumi locali: Ciao Italia, Bella Italia, Le strade del sole, Una troupe racconta, Giro d'Italia delle auto storiche, Festival Internazionale dell'Umorismo.
In seguito realizza per Rai 2, in qualità di autore, il programma di attualità politica Dalle parole ai fatti e come autore e conduttore speciali sul teatro italiano, la scienza e la medicina. All'interno del programma Italia in diretta è autore e conduttore della rubrica di attualità e costume Estate Italia.
Successivamente è inviato speciale nel programma La vita in diretta. Dal 2005, è autore del programma di Rai 1 Festa italiana per cinque edizioni consecutive. Nel 2009, riveste per Rai 2 il ruolo di capostruttura dell'unità organizzativa progetti speciali.
Dall'agosto 2010 ritorna a Rai 1 come responsabile dei programmi istituzionali e di attualità delle reti, curando programmi quali Magica Italia, Tuttobenessere, 7PIU' e alcune serate-evento di tipo istituzionale: 10 stelle per Madre Teresa Di Calcutta, Speciali per la Polizia di Stato, Canto di Natale, In viaggio nella Fede, Il Cuore di Roma per il Papa, Notte di Luce.
Per la stagione 2015-2016 e la stagione 2016-2017 è responsabile del programma Torto o ragione? Il verdetto finale.
Dal maggio 2013 è capostruttura del nucleo produttivo "Programmi di Rilevanza Istituzionale e di Servizio" di Rai 1, nell'ambito del quale è ideatore, autore e conduttore del format originale Paesi che vai... Luoghi, detti, comuni, in onda dall'8 settembre 2013 fino al 2023, in quanto dal settembre dello stesso anno va in onda su Rai 2.

## Programmi televisivi
- Tg3 Lazio (Rai 3, 1986) (inviato)
- Ciao Italia, Le strade del Sole, Una Troupe racconta, Bella Italia, (Raiuno 1992-1993) (Conduttore-Autore)
- Dalle Parole ai fatti (Raidue,1994) (Autore e Regista)
- La Vita in Diretta (Rai1,2001) (inviato)
- Festa italiana (Rai 1, 2005) (autore)
- Torto o ragione? Il verdetto finale (Rai 1, 2010 - 2012) (capostruttura)
- Paesi che vai...Luoghi, detti, comuni (Rai 1, 2013 - 2023, Rai 2, 2023 - 2025) (ideatore-autore-conduttore)

## Esperienza nel sindacato USIGRai
Ha rivestito per dieci anni il ruolo di Fiduciario dei giornalisti nelle Reti TV per il Sindacato Italiano dei giornalisti Rai (USIGRai).

## Riconoscimenti
- "Cittadino d'Europa" Premio della città di Norcia (PG) Patria di San Benedetto Patrono D'Europa.
- "Premio Giffoni" (RC) quale miglior Servizio Giornalistico per la Promozione e la Valorizzazione del territorio Silano.
- Premio "Città di Valtopina" (PG) per il migliore Servizio Giornalistico Promozione e Valorizzazione Parco dei Monti Sibillini.
- Premio del "Museo Nazionale delle paste alimentari" (Fondazione Agnesi) XII Edizione 2003 – sezione Giornalismo Televisivo.
- Premio Giornalistico 2007 "Il Cronista della Buona Tavola".
- Premio Giornalistico 2008 Associazione Anlaids per la migliore divulgazione nei programmi di Infotainment.
- 1º febbraio 2019 Medaglia d’oro dalla Società Dante Alighieri per la diffusione per la divulgazione e promozione del patrimonio paesaggistico e culturale italiano.
- 28 settembre 2019 Premio Internazionale Visioni 2019 per la TV dalla Fondazione Civita di Bagnoregio
- 10 dicembre 2022 Premio Seraphicum per l’Arte, la Cultura e lo Spettacolo della Pontificia Università San Bonaventura- Seraphicum
- 27 settembre 2023 Premio Internazionale Regione Molise  “Molise in Turismo” per la trasmissione Paesi che vai di Raiuno
- 27 gennaio 2024 Premio World of Fashion Awards 2024 Edizione XXVI per la divulgazione culturale della trasmissione Rai Paesi che vai
- 8 giugno 2024 Premio " Gli Argonauti" per la Cultura dei Territori ed i Territori della Cultura .1à Edizione Festival culturale di Acquasanta terme un territorio da Nobel.
- 5 luglio 2024 Premio Internazionale D'ANGIO' XVIII° edizione Giornalismo televisivo.( culturale, storico, artistico, letterario)